# گلخندان (درگز)
گلخندان (درگز)، روستایی از توابع بخش مرکزی شهرستان درگز در استان خراسان رضوی ایران است.

## جمعیت
این روستا در دهستان تکاب قرار دارد و براساس سرشماری مرکز آمار ایران در سال ۱۳۸۵، جمعیت آن ۲۸۵ نفر (۷۷خانوار) بوده‌است.